# مهدی سراج انصاری
مهدی سراج انصاری(۱۲۷۴–۱۳۴۰) از فعالان فرهنگی و سیاسی در دورهٔ محمدرضا پهلوی و مؤسس جمعیت اتحادیه مسلمین و جمعیت مبارزه با بی‌دینی  بود.

## زندگی‌نامه
وی فرزند آیت‌الله عبدالرحیم انصاری جابری کلیبری هجرندیسی (از شاگردان آخوند خراسانی) است که، در سال ۱۲۷۴ ش متولد شد. در سال ۱۳۰۱ عازمتبریز شد و در آنجا تحصیلاتش را آغاز کرد و پس از آموزش‌های لازم، به کارهای تبلیغی پرداخت. همچنین سفری به عراق داشت و مدنی در کاظمین اقامت کرد که در این برهه با افرادی چون سید هبه الدین شهرستانی همکاری داشت. در سال ۱۳۲۲ به تهران رفت و به‌طور دائم در آنجا زندگی کرد.

## فعالیت‌های مطبوعاتی
وی از ارکان نشریهٔ آیین اسلام به‌شمار می‌رفت و مدتی مدیریت آن را در دست داست. جمعیت مبارزه با بی‌دینی را در سال ۱۳۲۳ و پس از جدا شدن برخی از اعضا و همراهی با فدائیان اسلام و ترور کسروی ، مجموعه اتحادیهٔ مسلمین را در ۱۳۲۴ تأسیس کرد.

## درگذشت
وی در شهریور ۱۳۴۰ ش و بر اثر سکته قلبی درگذشت.

## شرح حال
رسول جعفریان شرح حال مفصلی از وی و خدماتش را در کتابی قطور گردآورده که در سال ۱۳۸۲ شمسی در تهران چاپ شده‌است.